# Nové diery
Nové diery je turisticky významná soutěska v Krivánské Malé Fatře, součást Jánošíkových dier na území obce Terchová v okrese Žilina na Slovensku. Pojmenování dostaly podle toho, že byly z celé soustavy soutěsek zpřístupněny jako poslední. Vybíhá z Dolných dier proti proudu menšího přítoku Dierového potoka.

## Ochrana přírody
Bizarní skalní útvary se specifickým klimatem jsou domovem vícera zajímavých druhů rostlin a živočichů. Soutěska se nachází v přírodní rezervaci Rozsutec.

## Vodopády
Nacházejí se zde 4 vodopády s výškou 1 až 2 metry, které jsou součástí přírodní památky Vodopády Dierového potoka. Značená turistická stezka, která úzkou soutěskou prochází, je částečně vedena žebříky.
- Prvý novodierový vodopád
- Druhý novodierový vodopád
- Tretí novodierový vodopád
- Štvrtý novodierový vodopád